# 香港邊境禁區

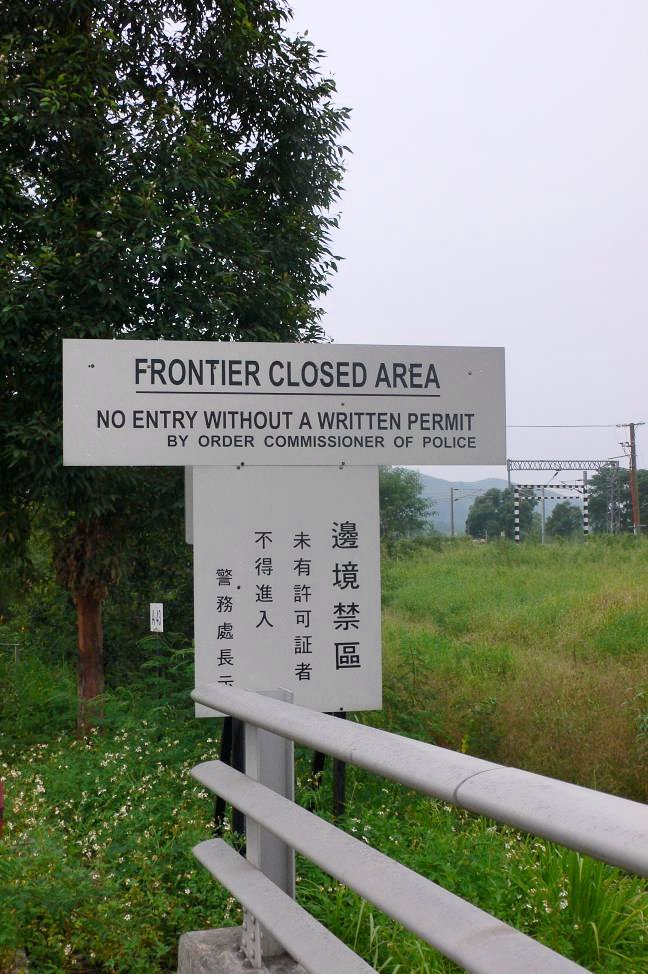
羅湖邊境禁區告示牌

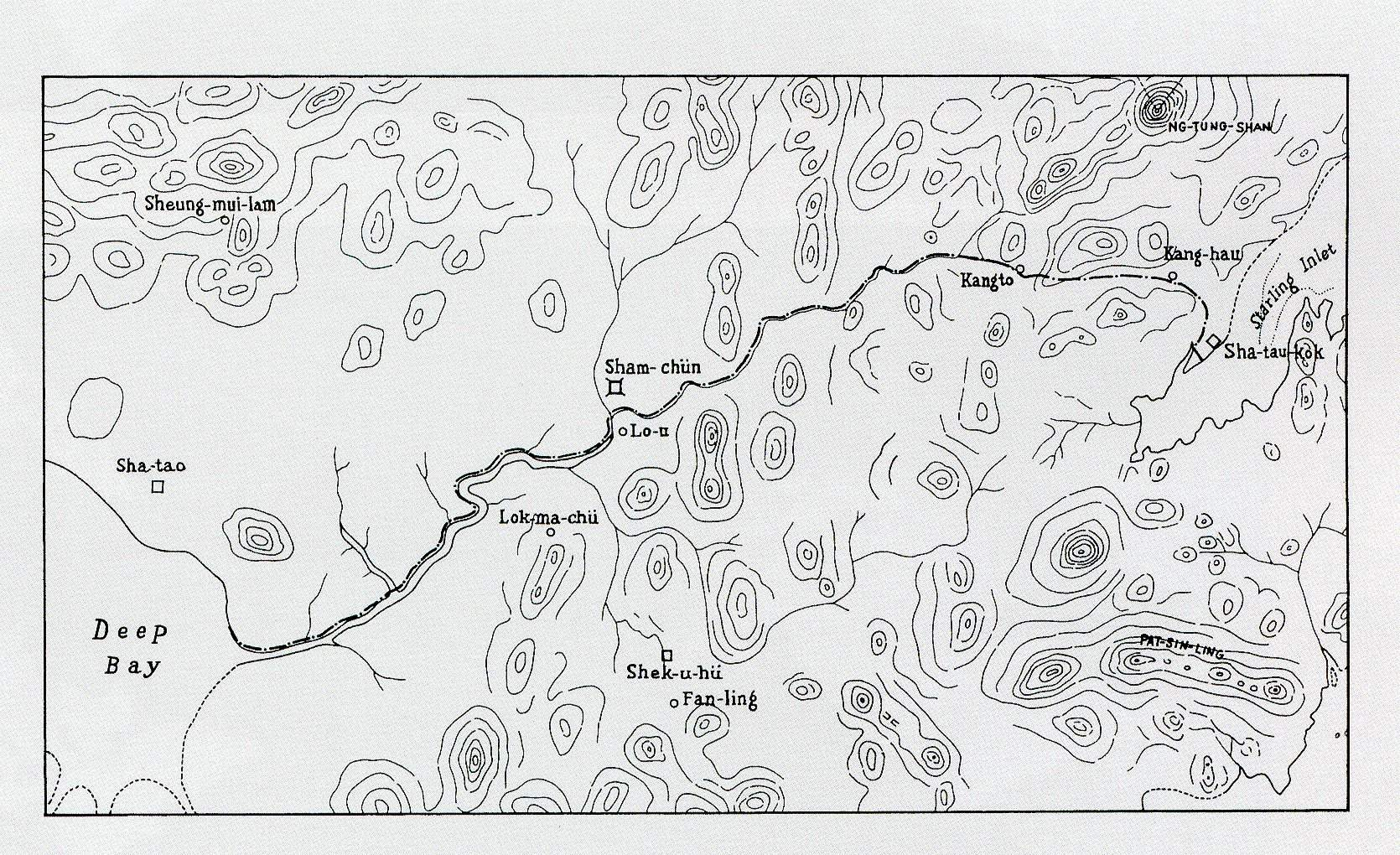
1898年《展拓香港界址專條》中沿深圳河及沙頭角河的中英邊境界線

香港邊境禁區（英語：Frontier Closed Area）是香港深圳边界在香港一側的禁區，其中包括北區的沙頭角市及鄉郊、羅湖、文錦渡、部份打鼓嶺地區及元朗區落馬洲及支綫範圍。範圍最廣時期達約2,800公頃，至2016年縮減至約400公頃，不少沙頭角周邊村落、打鼓嶺周邊村落、馬草壟一帶、沙嶺一帶以及新田部份地區被釋出禁區。
南面海島也有一些禁區，如：石鼓洲、喜靈洲等。
羅湖村的大部份範圍並不屬禁區，但進村的道路屬於港鐵及邊境部門共同管理的封閉道路，而該村被險要的山嶺包圍，因此必須持有禁區許可證方可進入。
另外，蓮麻坑村情況亦相似。縱使該村不屬邊境禁區，但由於進村唯一道路屬邊境禁區，而且該村亦被陡坡包圍，因此循一般道路進入該村必須持有邊境禁區許可證，否則須於蓮麻坑警崗調頭。由2025年1月24日起，政府豁免乘搭專線服務公共小巴經橫瀝至蓮麻坑村村口的一段邊境禁區路段往返蓮麻坑村的任何人士，無須申請禁區通行證。
時任行政長官林鄭月娥在《2021年施政報告》中，提出花20年時間構建面積約300平方公里（3萬公頃）的「北部都會區」，現存以及被釋出的邊境禁區均納入該發展區範圍內。

## 歷史

現時香港地圖，可見轄區變化

### 邊境禁區設立
1898年中英签署《展拓香港界址专条》，以深圳河为界，自此形成深港边界。但根据《香港英新租界合同》，深港边界“任两国人民往来”，双方仅在交通要道设立哨位进行观察和海关缉私活动。
1938年10月，日軍在廣東大亞灣登陸後進攻廣州，並且進駐深圳封鎖中港邊境，截斷陸路及九廣鐵路運輸，阻止援助中國的物資經陸路及鐵路由香港輸入中國境內。香港由於日軍壓境，駐港英軍在邊境加強部署，因此在1941年12月爆發香港保衛戰之前，中港邊境已處於封鎖狀態。在香港日佔時期，日軍在香港邊界設置哨站，監視邊境活動，由於香港的基本民生物資如糧食等均供不應求，日本佔領地政府採取驅逐政策，不但禁止中國居民跨境進入香港，更有在香港的難民，甚至居民，被日軍以歸鄉為名強行遞解到中國。至1945年8月香港重光，居民才得以自由流動。第二次國共內戰引發大批中國居民遷徙到香港避難，國共軍政人員混入香港，邊境罪案增加，香港警方在邊境修築麥景陶碉堡加強防範。
1949年6月解放军迫近边界，港英政府开始在边界设防。中共建政后，于1951年2月15日正式实施边境管理，结束自由来往。
由於中國大陸及香港的邊境的非法入境及走私活動頻繁，跨境罪行日趨惡化，香港政府根據《公安條例》於1951年6月刊宪設立香港邊境禁區，目的是提供一處緩衝區，以方便保安部隊能夠維持香港與中國大陸的邊界完整，及促進打擊非法入境及其他跨境罪行。
1962年，香港政府將邊境禁區範圍擴大。此後又因應落馬洲管制站（皇崗口岸）和新界東北堆填區的建成而小規模修改禁區範圍。
1967年香港左派團體響應中國文化大革命發起六七暴動，由於中國政府支持這場左派暴亂，香港邊境形勢日趨緊張，7月8日有大批中國武裝人員入侵香港邊境，引發沙頭角槍戰，中國軍隊曾經架起機槍越境掃射香港境內的建築物，事件共造成6死20傷，這次流血衝突促使港英政府擴大邊境禁區的範圍，駐港英軍接替香港警隊駐守邊界，提升邊境的防務，警方加強管制邊境禁區，限制禁區的人員流動，進入或在邊境禁區內逗留需要先申領俗稱「禁區紙」的邊境禁區通行證。
1967至1992年，香港邊境由駐港英軍駐防，1993年起香港警方逐漸接替駐港英軍駐守邊界，1997年香港回歸後，繼續維持邊境禁區制度，禁區的界線在2012年修訂禁區範圍前亦沒有任何改動，禁區範圍包括元朗區東北部和北區北面，總面積約為2,800公頃。

### 建議縮減邊境禁區範圍
2005年10月，時任行政長官曾蔭權發表《2005至2006年度香港行政長官施政報告》，當中首次建議縮減香港邊境禁區範圍，旨在將香港邊境禁區縮減至維持公共秩序所需要的最小範圍，使到居民及其他香港市民可以自由進出開放地區。
2006年9月，保安局和房屋及規劃地政局經過近一年時間研究後，訂立出新邊境界線禁區範圍，建議將範圍由約2,800公頃縮減至約800公頃，保留了涉及多個邊境出入境管制站。當時，約70%邊境禁區屬於政府土地，約30%為私人土地，其中800至900公頃屬於可以發展平地，包括落馬洲河套區、香園圍、蓮麻坑、缸瓦甫及沙頭角（一號閘前）等，其餘為濕地、山丘、鄉村及墳地等。
香港政府經過廣泛諮詢後，於2008年公布將香港邊境禁區的陸地範圍由原來約2,800公頃，分為三個階段逐步縮減至約400公頃。

### 首階段縮減邊境禁區範圍
香港政府於新的邊境禁區界線附近興建了一道長35公里的輔助邊界圍網，以確保邊境禁區的完整。2012年2月15日香港時間0時0分，新的邊境禁區範圍正式生效，釋出逾740公頃土地，開放了包括沙頭角和米埔等地方。由於在被剔除的區域內不用執行邊境禁區通行證的規定，因此有逾半在當地居住的人士不再需要使用禁區通行證進出，例如水坑、塘肚、山咀（上村）、香園圍、竹園、打鼓嶺、沙嶺、羅湖、料壆和下灣村等；其他現時不能夠進入該區的人士，日後亦無需要申請禁區通行證出入。

### 次階段縮減邊境禁區範圍
2013年4月3日，保安局公布第二階段落馬洲邊境管制站至梧桐河段的邊境禁區範圍縮減，於同年6月10日生效，屆時將會釋出逾710公頃土地，而《2013年邊境禁區（修訂）令》於同日生效，6條鄉村因而受惠，包括得月樓村、料壆村、信義新村、馬草壟村、落馬洲村及下灣村。為了確保邊境禁區的完整，有關香港政府部門將會沿著邊界巡邏路興建一道輔助邊界圍網。
2013年4月17日，保安局就修訂《邊境禁區令》和《邊境禁區（准許進入）公告》提交予香港立法會審議。隨着次階段邊境禁區範圍縮減，在該範圍內曾經作為反偷渡功用的圍網及警崗陸續被拆卸。

### 第三階段縮減邊境禁區範圍
第三階段縮減邊境禁區範圍涵蓋梧桐河至蓮麻坑段，已於2016年開放。2015年11月6日，保安局公布第三階段梧桐河邊境管制站至蓮麻坑段的邊境禁區範圍縮減，於2016年1月4日生效，釋出了逾900公頃土地，而《2015年邊境禁區（修訂）令》於同日生效。為了確保邊境禁區的完整，有關香港政府部門將會沿著邊界巡邏路興建一道輔助邊界圍網。

### 進一步縮減邊境禁區範圍
為了進行平原河橋雙程化工程，政府修訂禁區範圍，將新舊橋之間的範圍剔除出禁區。
2022年6月，政府宣佈開放沙頭角碼頭予旅行團，並計劃於2024年1月有限度開放沙頭角墟，並預計於2026年至2027年完全開放。
2024年1月1日，沙頭角正式有限度開放，每日遊客名額包括700名旅行團旅客及300名個人旅客，在沙頭角以外居住的香港居民和訪港旅客皆可免費申請。經網上申請許可證後，可以進入除中英街以外的整個沙頭角游覽。

## 相关區域
| 以下村落在邊境禁區內： 1. 沙頭角邨 2. 菜園角 3. 崗下 4. 元墩山 5. 山咀（部份） 6. 新桂田（部份） 7. 担竿洲村 | 以下村落在边境禁区外，但必须使用边境禁區内的轮渡码头方能乘船前往： 1. 蛤塘 2. 犁頭石 3. 梅子林 4. 牛屎湖 5. 三椏 6. 西流江 | 以下村落在边境禁区外，但必须使用禁區內的道路或鐵路设施方能前往： 1. 羅湖村 |

要前往以上地区，都必须申请边境禁区通行证（禁区纸）。

## 海面邊界

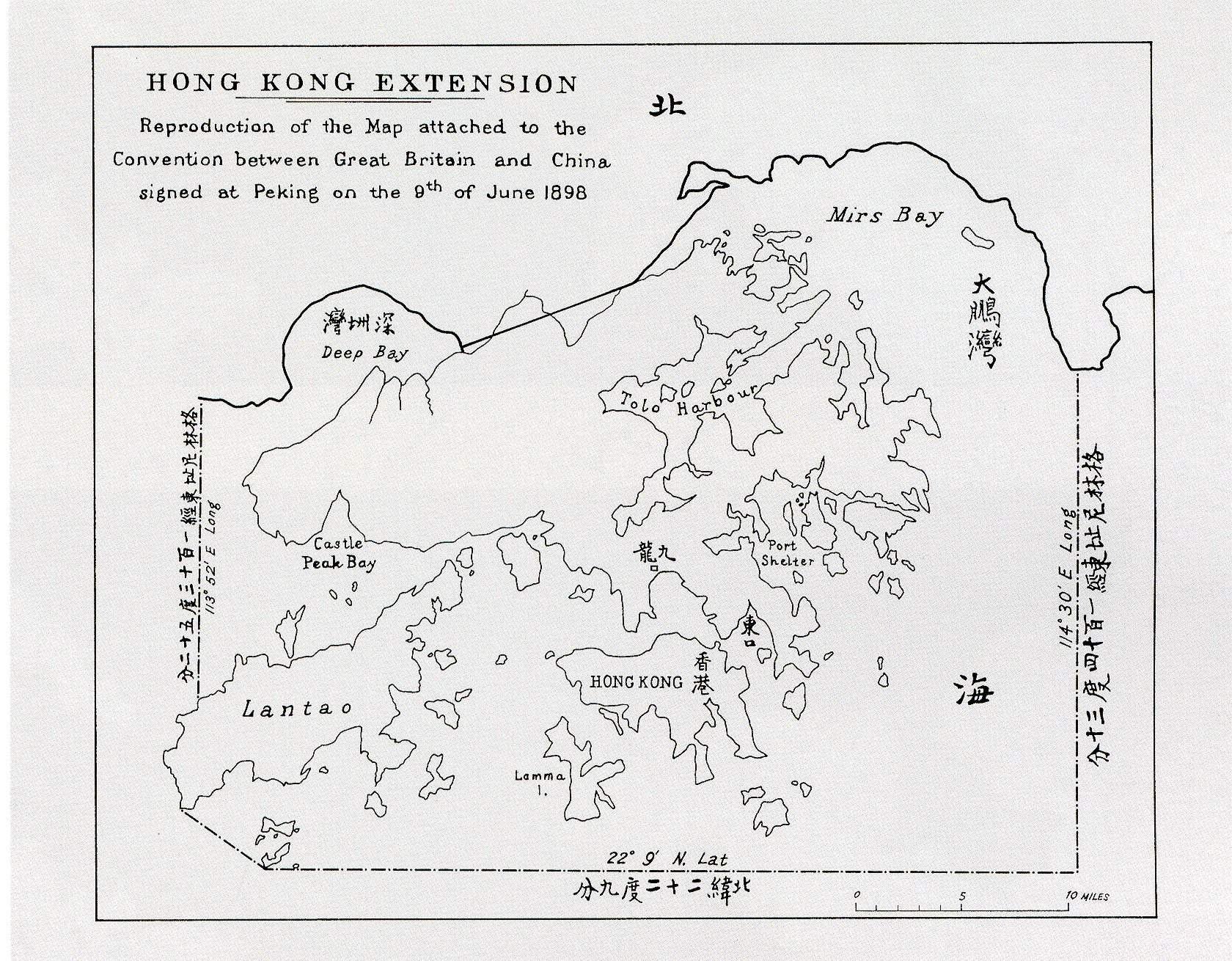
《展拓香港界址專條》香港全境圖

香港英國殖民地時期之海面邊界根據1898年《展拓香港界址專條》香港全境圖，包括整個深圳灣及大鵬灣；為了方便珠江口船隻行駛，大嶼山西南之邊界為退潮線對開200呎處。香港回歸後，深圳灣及大鵬灣北面劃予深圳，大嶼山、索罟群島西南以及蒲台島以南海域則有所增加。

## 軼聞
繼1967年「沙頭角槍戰」四年後，再發生一宗聞名的港中軍事衝突事件。1971年5月18日，當時一輛駐港英軍軍車由香港邊境誤入中方邊界，隨即被當時中国大陸民兵包圍，並且扣留武器及軍人，其間駐港英軍需要向中國官方簽署文件以承認非法闖入中國領土。事件擾攘了18小時後，駐港英軍車輛、武器及軍人等獲釋放，返還香港邊境。

## 沙頭角
回歸後沙頭角居民積極爭取開放禁區，但沙頭角墟內的中英街，是香港境內唯一沒有邊境管制設施但容許人貨跨境活動的地方。因此，當局從邊境保安的角度考慮，沙頭角墟有需要繼續實施邊境禁區管制。不過，沙頭角墟已於2024年1月起，接受旅客申請禁區紙進入。

## 資料來源
1. ↑  . 香港警務署. （原始内容存档于2020-08-06）. （页面存档备份，存于）
2. ↑  https://www.info.gov.hk/gia/general/202501/24/P2025012300479.htm
3. ↑  楊瀅瑋. . 2021-10-10. （原始内容存档于2021-11-03）. （页面存档备份，存于）
4. ↑  . 香港記憶.   [2025-01-14].
5. ↑  . 東方日報. 2017-12-03.
6. ↑  . BBC. 2015-09-02  [2025-01-14].
7. ↑  . 明報. 2016-06-26  [2024-06-19]. （原始内容存档于2024-06-19）.
8. ↑  . 中国新闻网. 2009-09-30  [2019-03-23]. （原始内容存档于2020-06-25）. （页面存档备份，存于）
9. 1 2   (PDF). 香港立法會. 2002-04  [2019-03-23]. （原始内容存档 (PDF)于2021-02-19）. （页面存档备份，存于）
10. ↑  鄭明仁. . 灼見名家. 2024-02-22  [2025-01-14].
11. ↑  . 香港01. 2017-05-31.
12. ↑  . 大學線月刊. 2024-03-22  [2024-12-18].
13. ↑  . 蘋果日報. 2015-07-08  [2015-12-26]. （原始内容存档于2015-12-27）.
14. ↑  . 港識多史. 2018-10-03.
15. ↑  . Watershed Hong Kong. 2022-07-23.
16. ↑  . 明周文化. 2022-07-07.
17. ↑  . 明報. 2017-05-05. （原始内容存档于2025-01-22）.
18. ↑  .   [2025-01-14].
19. 1 2  . 香港政府新聞公報. 2006-09-07  [2007-08-15]. （原始内容存档于2012-09-19）. （页面存档备份，存于）
20. ↑  . 香港政府新聞網. 2013-06-07  [2013-09-07]. （原始内容存档于2020-06-25）. （页面存档备份，存于）
21. ↑  《2011年邊境禁區(修訂)令》
22. ↑  . 蘋果日報. 2011-10-02.
23. ↑  . 明報. 2013-04-03  [2017-07-28]. （原始内容存档于2013-04-28）. Archive.today的存檔，存档日期2013-04-28
24. ↑  . 東方日報. 2013-06-08  [2013-06-16]. （原始内容存档于2020-06-25）. （页面存档备份，存于）
25. ↑  . 東方日報. 2013-10-03  [2013-10-03]. （原始内容存档于2020-06-25）. （页面存档备份，存于）
26. ↑  . 星島日報. 2013-04-03  [2021-08-09]. （原始内容存档于2019-12-02）. （页面存档备份，存于）
27. ↑  . 星島日報. 2013-04-04  [2015-12-26]. （原始内容存档于2015-12-27）. （页面存档备份，存于）
28. ↑  . 明報. 2013-04-04  [2021-08-09]. （原始内容存档于2020-06-25）. （页面存档备份，存于）
29. ↑  . 東方日報. 2015-10-29  [2015-12-26]. （原始内容存档于2020-06-25）. （页面存档备份，存于）
30. ↑  . www.es.police.gov.hk.   [2024-01-07]. （原始内容存档于2024-01-06）.
31. ↑  譚志強，香港電台《講東講西》，2010年7月12日
32. ↑  . 華僑日報. 1971-05-20: 第二張第一頁  [2010-12-08]. （原始内容存档于2011-12-28）. （页面存档备份，存于）

## 外部連結
- 香港規劃署邊境禁區的土地規劃研究（页面存档备份，存于）